# History (chanson d'EXO)
Pour les articles homonymes, voir History.
Singles de EXO-K et EXO-M
What Is Love
(2012) Mama
(2012)
History (coréen : 히스토리 ; chinois : 历史) est un single des boys bands sud-coréano-chinois EXO-K et EXO-M issu de leur premier EP Mama, sorti en coréen et en mandarin le 9 mars 2012.

## Contexte et promotion
"History" a été écrit par Yoo Young-jin, Thomas Troelsen et Remee Mikkel Sigvardt Jackman pour la version coréenne et Liu Yuan pour la version mandarin. La version coréenne a été interprétée par EXO-K tandis que pour la version mandarin ce sont les EXO-M qui assurent l'interprétation. 
EXO-K et EXO-M ont présenté les deux versions du single lors d'un showcase dans le cadre de la présentation du groupe le 31 mars à Séoul, en Corée du Sud, suivie d'une autre présentation à Pékin, en Chine, le 1er avril.
Le 8 avril, EXO-K est apparu dans l'émission musicale hebdomadaire Inkigayo pour faire la promotion du single et de leur première chanson "Mama". Le sous-groupe est également apparu dans d'autres émissions similaires telles qu'au M Countdown le 12 avril, au Music Bank le 13 avril ou encore au Show! Music Core le 14 avril.

## Clip-vidéo
Les clips-vidéos du single ont été mises en ligne sur YouTube le 9 mars 2012, le jour même de la sortie du single rendu disponible en téléchargement. Il a été enregistré dans deux versions différentes, présentant tous les membres d'EXO. Dans la vidéo, on peut voir les deux sous-groupes danser dans un environnement rocheux, venteux et dans un studio bleu vif.

## Interprétation en tournée
La chanson a été interprétée lors de leur première tournée : « THE LOST PLANET » ainsi que lors de leur seconde tournée « EXO'luXion ».

## Accueil
Le single s'est classé 68e sur le Gaon Chart et 6e à la Sina Music Chart en Chine.